# 352 f.Kr.

## Händelser

### Efter plats

#### Persiska riket
- Kungen och satrapen Mausollos av Karien dör och efterträds av Artemisia, hans syster och hustru.

#### Grekland
- Filip II av Makedonien dirver fokierna söderut efter en stor seger över dem i slaget på Krokusfältet. Aten och Sparta kommer till fokiernas hjälp och Filip stoppas vid Thermopyle. När atenarna ockuperar passet försöker han inte avancera in i centrala Grekland. Med segern på Krokusfältet erhåller Filip dock mycken ära som Apollons rätte hämnare, eftersom den fokiske generalen Onomarkos har plundrat den heliga skattkammaren i Delfi för att betala sina legosoldater. Onomarkos kropp korsfästs och fångarna dränks, såsom ritualen kräver för tempelskändare.
- Filip rör sig sedan mot Thrakien. Han genomför en framgångsrik expedition dit, vilket ger honom en god språngbräda in i landet, och bortför en son till Kersobleptes, Thrakiens kung, som gisslan. Filip II:s thessaliska seger leder till att han väljs till president (arkont) för det thessaliska förbundet.

## Avlidna
- Mausollos, kung av Karien (död detta eller föregående år)